# Kristián VI.
Kristián VI. (30. listopadu 1699, Kodaň – 6. srpna 1746, Hørsholm), syn dánského a norského krále Frederika IV. a jeho ženy Luisy Meklenburské, byl v letech 1730–1746 dánský a norský král.
Do dějin se zapsal především silně religiózním charakterem své vlády. Byl stoupencem pietismu, hluboce oddán víře a náboženství a zavedl tvrdé klerikální zákony, jež z něho učinily jednoho z nejméně oblíbených monarchů v historii Dánska. V duchu francouzského merkantilismu podporoval obchod a průmysl a vyhýbal se zahraničním konfliktům, což mělo za následek velký rozkvět obchodního námořnictva a námořního obchodu.

## Životopis
Princ Kristián byl druhým synem svých rodičů; jeho starší bratr i dva mladší však zemřeli v útlém věku, dospělosti se dožila pouze nejmladší sestra Šarlota Amálie. Kristián byl pohoršen bigamií svého otce, krále Frederika IV. Když král zemřel a Kristián nastoupil na trůn, jedním z jeho prvních činů bylo, že neuznal jeho poslední vůli a jeho vdovu, Annu Žofii Reventlow, zbavil dědictví a vypověděl od dvora.
Na rozdíl od svého zábavy- a uměnímilovného otce byl Kristián přísným, náboženství oddaným člověkem. Kodaň se stala ponurým místem; v roce 1735 Kristián veden starostí o zbožnost poddaných vydal nařízení (sabbatsforordning) zavazující je k povinné účasti na nedělních bohoslužbách. V neděli nebylo možné se ani procházet, nemluvě již o práci.
V roce 1739 bylo vydáno nařízení o povinné školní docházce do základních škol, zůstalo však pouze na papíře.
Počátky jeho panování byly poznamenány ekonomickou recesí, neboť Kristián zrušil reformy svého otce z roku 1730. Rolníci využili reformy Frederika IV. a velká část z nich – aby se zbavili útlaku tyranských vlastníků půdy – odešla do měst. Velký tlak vlastníků půdy vedl ke změně této reformy a král zavedl v roce 1733 tzv. stavnsbåndet – zákon, který zakazoval rolníkům ve věku 14–36 let opustit nemovitost, kde se narodili.
V zahraniční politice se projevoval Kristián velmi uvážlivě a preferoval neutralitu v zahraničních konfliktech. To mělo za následek značný rozvoj obchodu a vznik různých obchodních společností. Aby zajistil vysokou cenu dánského obilí, v roce 1735 zakázal Frederik dovoz obilí ze zahraničí, což bylo tvrdé především vůči Norsku, které bylo na dovozu obilí závislé. V roce 1736 byla založena Kurantbank, předchůdce současné Danmarks Nationalbanken.
Na rozdíl od svého otce, jenž rád cestoval, Kristián VI. setrval většinu svého panování v zemi, s výjimkou jedné cesty do Norska a druhé do Šlesvicko-Holštýnska.
Byl extrémně zbožný, bojácný, introvertní a intolerantní, kromě toho byl slabého zdraví. Pro jeho dvůr byla příznačná jednotvárnost; hrála se pouze religiózní hudba a tanec nebyl dovolen, v neděli byla zábava jakéhokoli druhu vůbec zakázána. V roce 1735 vydal Kristián religiózní represivní nařízení, zavazující obyvatelstvo podřídit se náboženským předpisům pod hrozbou trestu vězení nebo pranýře. V roce 1736 ustanovil konfirmaci jako povinný obřad dánské církve.

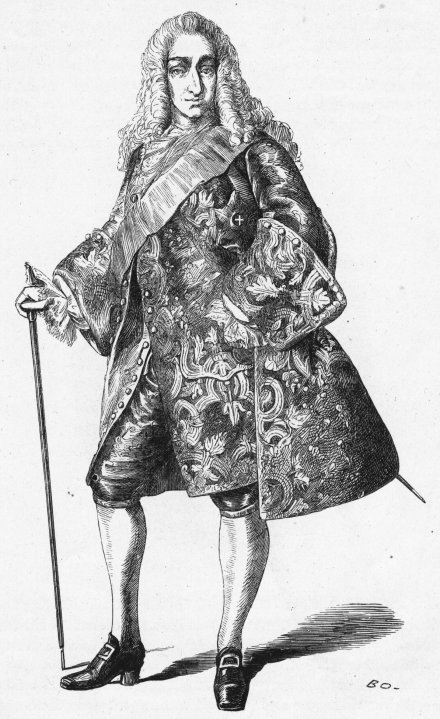
Kristián VI.

Za Kristiánova panování lze zaznamenat velké množství nových staveb, spojených s potřebami dvora – aby demonstroval svou sílu, moc a důstojnost absolutistického monarchy, zahájil stavbu řady významných budov (v těchto aktivitách ovšem hrála významnou roli i královnina mimořádná záliba v přepychu): v letech 1732–1742 byl přestavěn palác Christianborg do podoby skvělého barokního sídla, v letech 1734–1736 vybudoval Eremitagen – palác, využívaný pro hostiny po lovu, jichž se král příležitostně účastnil, v letech 1737–1739 vystavěl rovněž palác Hirscholm (Hørsholm), letní královskou rezidenci; přestavěl zámky Friedrichsruh, Hörningsholm a Sophienberg (posledně uvedený zámek u Rungstedu byl pojmenován po královně). Všechny tyto projekty ovšem silně zatížily státní pokladnu a zhoršily státní finance.

## Rodina
V roce 1721 se Kristián na zámku Pretzsch v Sasku oženil s Žofií Magdalenou Braniborskou (1700–1770), dcerou markraběte von Brandenburk-Kulmbach-Wewerlingen Kristiána Jindřicha (1661–1708) a jeho manželky Žofie Kristiany z Wolfsteinu (1667–1737). Mladý pár spojovaly nejen politické zájmy jejich rodičů, ale i společné náboženské cítění a názory: oba byli pod silným vlivem pietismu. Ze šťastného a spokojeného manželství vzešli tři potomci, syn a dvě dcery, z dívek však pouze mladší se dožila dospělosti.
- Frederik (31. března 1723 – 14. ledna 1766), korunní princ, jako Frederik V. král dánský a norský od roku 1746 až do své smrti,
⚭ 1743 Luisa Hannoverská (7. prosince 1724 – 19. prosince 1751)
⚭ 1752 Juliana Marie Brunšvická (4. září 1729 – 10. října 1796)
- Luisa (19. června 1724 – 20. prosince 1724)
- Luisa (19. října 1726 – 8. srpna 1756), ⚭ 1749 Arnošt Fridrich III. Sasko-Hildburghausenský (10. června 1727 – 23. září 1780), sasko-hildburghausenský vévoda

## Smrt
Král Kristián VI., který celý život trpěl křehkým zdravím, zemřel 6. srpna 1746 v Hørsholmu. Jeho ostatky jsou uloženy v kapli Frederika V. v katedrále v Roskilde, místě posledního odpočinku dánských králů. Na jeho hrob byl v roce 1777 instalován neoklasicistní náhrobek od Johannese Wiedewelta, který nechala na své náklady zřídit královna a který představuje počátek neoklasicismu v Dánsku.

## Vývod z předků
|                       |                                        |  |                       |                                     |  |  |  |  |  |  |  | Kristián IV. Dánský |
|                       |                                        |  |                       |                                     |  |  |  |  |  |  |  |                     |
|                       | Frederik III. Dánský                   |  |                       |                                     |  |  |  |  |  |  |  |                     |
|                       |                                        |  |                       |                                     |  |  |  |  |  |  |  |                     |
|                       |                                        |  |                       | Anna Kateřina Braniborská           |  |  |  |  |  |  |  |                     |
|                       |                                        |  |                       |                                     |  |  |  |  |  |  |  |                     |
|                       | Kristián V. Dánský                     |  |                       |                                     |  |  |  |  |  |  |  |                     |
|                       |                                        |  |                       |                                     |  |  |  |  |  |  |  |                     |
|                       |                                        |  |                       | Jiří Brunšvicko-Lüneburský          |  |  |  |  |  |  |  |                     |
|                       |                                        |  |                       |                                     |  |  |  |  |  |  |  |                     |
|                       | Žofie Amálie Brunšvická                |  |                       |                                     |  |  |  |  |  |  |  |                     |
|                       |                                        |  |                       |                                     |  |  |  |  |  |  |  |                     |
|                       |                                        |  |                       | Anna Eleonora Hesensko-Darmstadtská |  |  |  |  |  |  |  |                     |
|                       |                                        |  |                       |                                     |  |  |  |  |  |  |  |                     |
|                       | Frederik IV. Dánský                    |  |                       |                                     |  |  |  |  |  |  |  |                     |
|                       |                                        |  |                       |                                     |  |  |  |  |  |  |  |                     |
|                       |                                        |  |                       | Vilém V. Hesensko-Kasselský         |  |  |  |  |  |  |  |                     |
|                       |                                        |  |                       |                                     |  |  |  |  |  |  |  |                     |
|                       | Vilém VI. Hesensko-Kasselský           |  |                       |                                     |  |  |  |  |  |  |  |                     |
|                       |                                        |  |                       |                                     |  |  |  |  |  |  |  |                     |
|                       |                                        |  |                       | Amálie Alžběta z Hanau-Münzenbergu  |  |  |  |  |  |  |  |                     |
|                       |                                        |  |                       |                                     |  |  |  |  |  |  |  |                     |
|                       | Šarlota Amálie Hesensko-Kasselská      |  |                       |                                     |  |  |  |  |  |  |  |                     |
|                       |                                        |  |                       |                                     |  |  |  |  |  |  |  |                     |
|                       |                                        |  |                       | Jiří Vilém Braniborský              |  |  |  |  |  |  |  |                     |
|                       |                                        |  |                       |                                     |  |  |  |  |  |  |  |                     |
|                       | Hedvika Žofie Braniborská              |  |                       |                                     |  |  |  |  |  |  |  |                     |
|                       |                                        |  |                       |                                     |  |  |  |  |  |  |  |                     |
|                       |                                        |  |                       | Alžběta Šarlota Falcká              |  |  |  |  |  |  |  |                     |
|                       |                                        |  |                       |                                     |  |  |  |  |  |  |  |                     |
| 'Kristián VI. Dánský' |                                        |  |                       |                                     |  |  |  |  |  |  |  |                     |
|                       |                                        |  |                       |                                     |  |  |  |  |  |  |  |                     |
|                       |                                        |  | Jan VII. Meklenburský |                                     |  |  |  |  |  |  |  |                     |
|                       |                                        |  |                       |                                     |  |  |  |  |  |  |  |                     |
|                       | Jan Albrecht II. Meklenburský          |  |                       |                                     |  |  |  |  |  |  |  |                     |
|                       |                                        |  |                       |                                     |  |  |  |  |  |  |  |                     |
|                       |                                        |  |                       | Žofie Holštýnsko-Gottorpská         |  |  |  |  |  |  |  |                     |
|                       |                                        |  |                       |                                     |  |  |  |  |  |  |  |                     |
|                       | Gustav Adolf Meklenburský              |  |                       |                                     |  |  |  |  |  |  |  |                     |
|                       |                                        |  |                       |                                     |  |  |  |  |  |  |  |                     |
|                       |                                        |  |                       | Kristián I. Anhaltský               |  |  |  |  |  |  |  |                     |
|                       |                                        |  |                       |                                     |  |  |  |  |  |  |  |                     |
|                       | Eleonora Marie Anhaltsko-Bernburská    |  |                       |                                     |  |  |  |  |  |  |  |                     |
|                       |                                        |  |                       |                                     |  |  |  |  |  |  |  |                     |
|                       |                                        |  |                       | Anna z Bentheimu-Tecklenburgu       |  |  |  |  |  |  |  |                     |
|                       |                                        |  |                       |                                     |  |  |  |  |  |  |  |                     |
|                       | Luisa Meklenburská                     |  |                       |                                     |  |  |  |  |  |  |  |                     |
|                       |                                        |  |                       |                                     |  |  |  |  |  |  |  |                     |
|                       |                                        |  |                       | Jan Adolf Holštýnsko-Gottorpský     |  |  |  |  |  |  |  |                     |
|                       |                                        |  |                       |                                     |  |  |  |  |  |  |  |                     |
|                       | Fridrich III. Holštýnsko-Gottorpský    |  |                       |                                     |  |  |  |  |  |  |  |                     |
|                       |                                        |  |                       |                                     |  |  |  |  |  |  |  |                     |
|                       |                                        |  |                       | Augusta Dánská                      |  |  |  |  |  |  |  |                     |
|                       |                                        |  |                       |                                     |  |  |  |  |  |  |  |                     |
|                       | Magdalena Sibyla Holštýnsko-Gottorpská |  |                       |                                     |  |  |  |  |  |  |  |                     |
|                       |                                        |  |                       |                                     |  |  |  |  |  |  |  |                     |
|                       |                                        |  |                       | Jan Jiří I. Saský                   |  |  |  |  |  |  |  |                     |
|                       |                                        |  |                       |                                     |  |  |  |  |  |  |  |                     |
|                       | Marie Alžběta Saská                    |  |                       |                                     |  |  |  |  |  |  |  |                     |
|                       |                                        |  |                       |                                     |  |  |  |  |  |  |  |                     |
|                       |                                        |  |                       | Magdalena Sibylla Pruská            |  |  |  |  |  |  |  |                     |
|                       |                                        |  |                       |                                     |  |  |  |  |  |  |  |                     |